# Prostitution étudiante
La prostitution étudiante est une forme de prostitution exercée de manière régulière ou occasionnelle par des étudiants.

## Situation actuelle

### Allemagne
À Berlin, en 2011, 4 % des étudiants seraient au moins partiellement des travailleurs du sexe, et 33 % l'envisageaient pour payer leurs études.

### Angleterre
10 % de la population étudiante se prostituerait dans ce pays. Ron Roberts, psychologue de la santé à l'université Kingston, estime dans son étude sur le sujet que le phénomène a progressé de 50 % en 6 ans.

### Belgique
En septembre 2017, une campagne publicitaire pour un site de rencontres ciblant les universités et invitant de jeunes étudiantes à « améliorer leur style de vie » en sortant avec un « sugar daddy » entraîne le dépôt d'une plainte auprès du jury d’éthique publicitaire. Après l'ouverture  d'une enquête pour « incitation à la débauche d’une personne majeure dans un lieu public » par le parquet de Bruxelles, la campagne est interdite sur le territoire de la ville de Bruxelles.

### France
Le sujet a longtemps été tabou en France.  D’après un tract du syndicat SUD Étudiant sur la précarité étudiante, 40 000 étudiants se prostitueraient.  Cette donnée approximative a été fortement reprise par la presse écrite, et notamment le Figaro du 29 octobre 2006 sans que ce soit une volonté du syndicat.  Ce chiffre a été contesté, aucune étude sérieuse n'ayant pour le moment évalué l'ampleur du phénomène.